# Вильке, Бирте
Би́рте Ви́льке (дат. Birthe Wilke; род. 19 марта 1936, Копенгаген) — датская певица, актриса и поэтесса. Двухкратная представительница Дании на конкурсе песни «Евровидение» (1957 и 1959).

## Биография
Родилась 19 марта 1936 года в Копенгагене в семье музыкантов.

### Начало карьеры и «Евровидение»
Будучи подростком, она выиграла конкурс талантов в национальном театре «Ла Скала» в Копенгагене, пела как солистка с оркестром Бруно Хенриксена в садах Тиволи в Копенгагене, сделала свою первую запись и была названа «датской Дорис Дэй», а в 1956 году записала «Que Sera, Sera». Гастролировала в Польше, ФРГ и США.
В 1957 году вместе с Густавом Винклером стала победителем датского национального отбора «Dansk Melodi Grand Prix» с песней «Skibet skal sejle i nat», став первыми представителями Дании на конкурсе песни «Евровидение», проходившем в немецком Франкфурте-на-Майне. Дебют Дании на конкурсе оказался наиболее успешным, страна заняла третье место с 10 баллами. Их выступление запомнилось 13-секундным поцелуем после его завершения. В 1959 году представила Данию в последний второй раз с песней «Uh, jeg ville ønske jeg var dig», заняв пятое место с 12 баллами.

### Дальнейшая жизнь
В 1961 году она сыграла певицу ночного клуба в датском фильме «Рептиликус», где спела композицию «Tivoli Nights». В том же году она получила награду как лучшая певица на первом международном песенном фестивале в зале Гданьской судоверфи, предшественнике Сопотского фестиваля и конкурса песни «Интервидение». В 1966 году она ушла из общественной жизни, но ненадолго вернулась в 1973 году. Помимо успешной записи песен, она принимала участие в радио- и телепередачах, а также в рекламных и коммерческих фильмах.

## Дискография

### Синглы
- 1956 — «Que Sera, Sera»
- 1957 — «Chanson Ordinaire»
- 1957 — «Hele verden venter på vår»
- 1957 — «Kærlighedens Cocktail» (совместно с Густавом Винклером)
- 1957 — «Længslernes veje» (совместно с Густавом Винклером)
- 1957 — «Skibet skal sejle i nat» (совместно с Густавом Винклером)
- 1958 — «Alle veje fører til kærlighed»
- 1958 — «For altid» (совместно с Густавом Винклером)
- 1959 — «Latinersangen (Peblinge cha-cha-cha)» (совместно с Пребеном Углебьергом)
- 1959 — «Uh, jeg ville ønske jeg var dig»
- 1961 — «Jamaica»
- 1961 — «Jetpilot»
- 1961 — «Tivoli Nights»
- 1962 — «Et eventyr» (совместно с Эллен Винтер)
- 1963 — «Pourquoi»
- 1963 — «Som du er»

## Фильмография
- 1957 — «Jeg elsker dig»
- 1957 — «Natlogi betalt»
- 1957 — «Vorhang auf!»
- 1958 — «Soldaterkammerater»
- 1959 — «Musikalske minder fra Rom»
- 1961 — «Jetpiloter»
- 1961 — «Omkring et flygel»
- 1961 — «Рептиликус»
- 1962 — «Bonsoir»
- 1963 — «Europa macht Musik»
- 1963 — «Sportsland»
- 1964 — «Blå time»
- 1964 — «Melodie am Abend»
- 1964 — «Mit potpourri»
- 1964 — «Paasparade»
- 1965 — «Fantasie voor groot orkest en ballet»
- 1965 — «Hylands hörna»
- 1965 — «Kik ind!»
- 1966 — «Continental Showcase»
- 1966 — «Fjernsynets ønskeprogram - Giro 413»
- 1973 — «Musikalske venner»
- 1999 — «Temalørdag: Melodi grand prix 1956-1999»
- 2000 — «Temalørdag: Byfest og blokvogne» (архив)
- 2001 — «Dansk Melodi Grand Prix»
- 2007-2008 — «Top Charlie stjerner»
- 2018 — «When Eurovision Goes Horribly Wrong»